# Pobiti Kamani

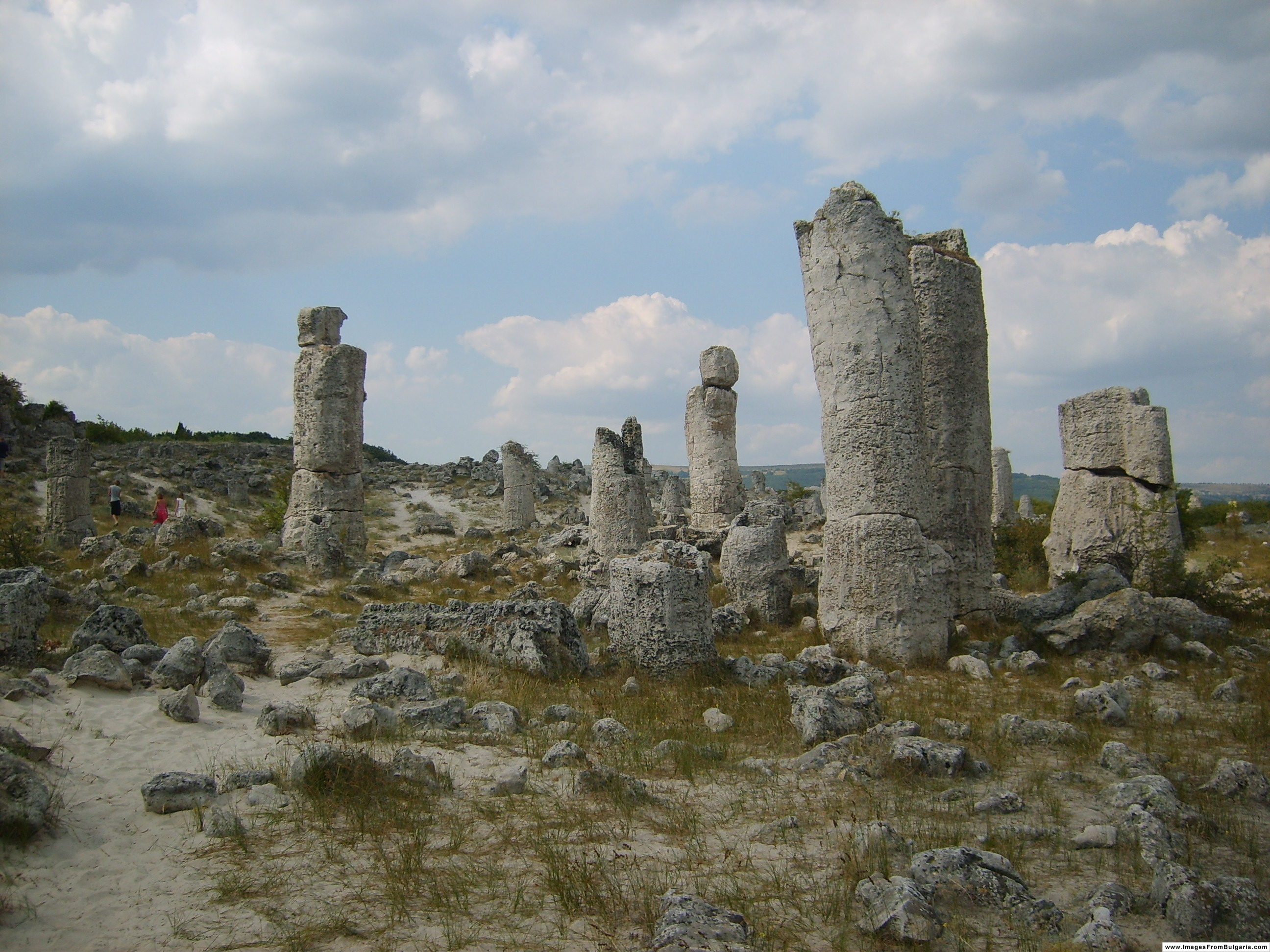
Pobiti Kamani

Pobiti Kamani (Побити камъни) är bergsformationer i regionen Varna, Bulgarien. 
De finns flera grupper av naturliga bergsformationer inom ett område på totalt 70 km². De utgörs i huvudsak av 5—7 meter höga och 0,3—3 meter breda stenkolonner, vilka inte har någon solid grund, utan är ihåliga och fyllda med sand. Det ser ut som de har stuckits ner i sanden och detta har gett fenomenet dess namn. Formationerna fick naturskydd 1937.
Det finns ett antal teorier om fenomenets ursprung, grovt indelat i två grupper - en som stödjer ett organiskt och en som stödjer ett mineraliskt ursprung. Enligt den förstnämnda, är formationerna ett resultat av korallaktiviteter, medan den sistnämnda förklarar fenomenet med de prismatiska förvittringarna i bergen, formationen av sand och sandstenscementering eller tidig Eocens bubblande rev.
Baserat på fältstudier och en petrografisk och stabil isotopmässig geokemisk studie, finns nu bevis för att strukturerna representerar ett mycket väl exponerat paleo-hydrokarboniskt sippringssystem (starkt utarmade kolisotopsignaturer av den dominerande kalkspatscementen med låg magnesiumhalt). 
Den dynamiska rekonstruktionen av strukturernas ursprung, processerna av flödesvandringar och möjlig mikrobiologisk påverkan av karbonatfallet studeras av forskare från flera europeiska universitet..

## Förslag till världsarv
Pobiti Kamani blev 1 oktober 1984 uppsatt på Danmarks lista med förslag på världsarv, den så kallade "tentativa listan".

## Bilder

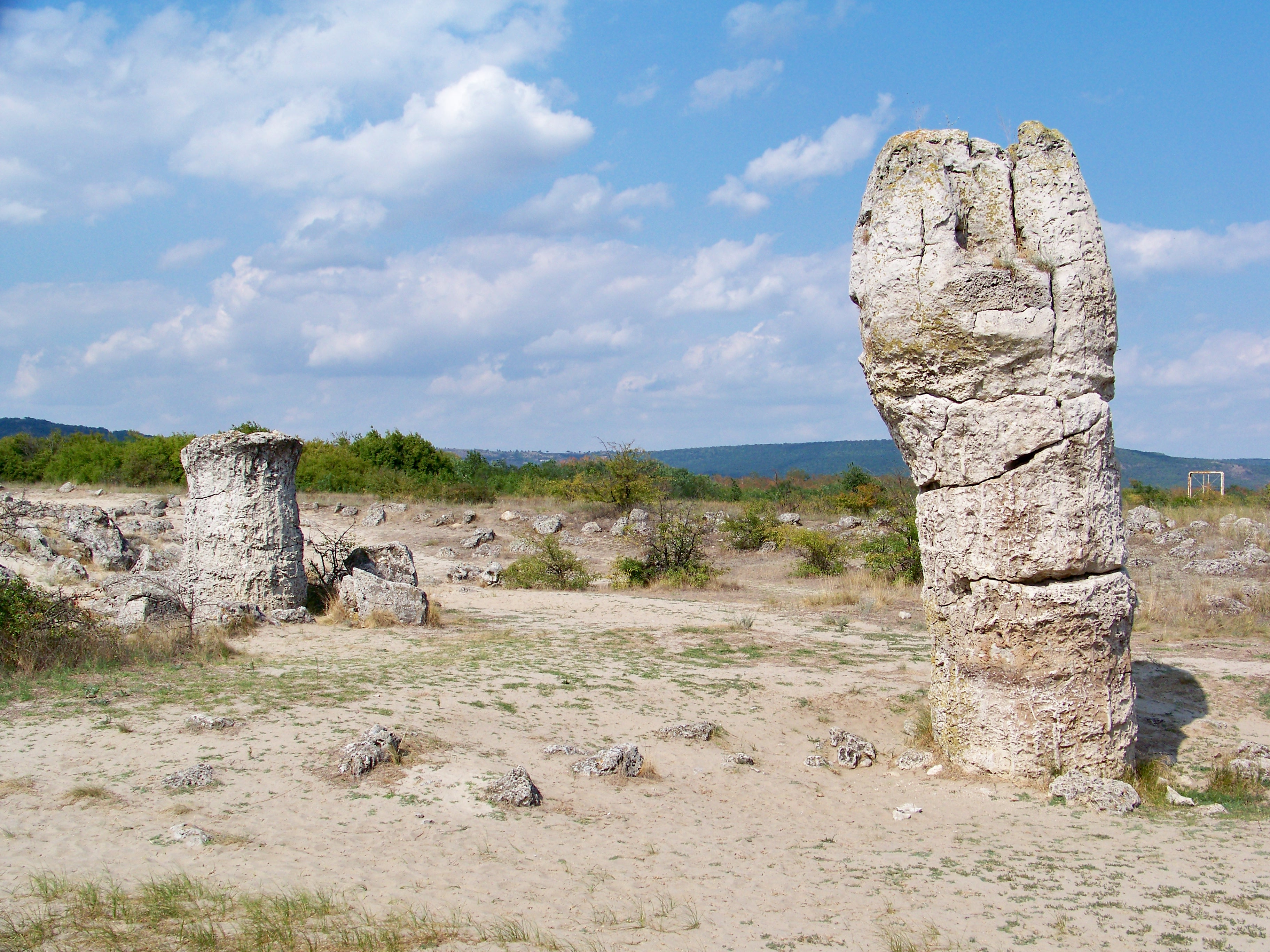
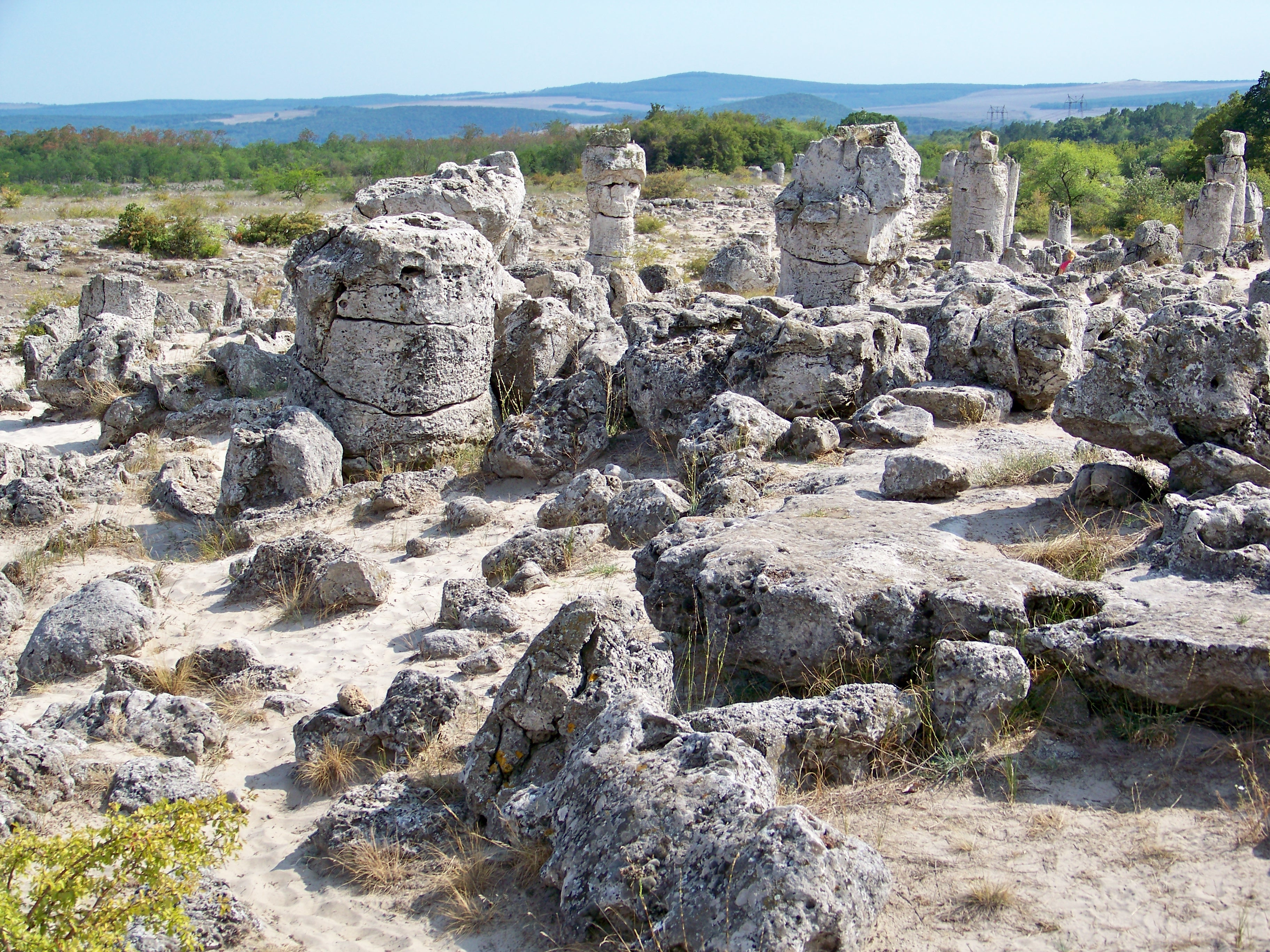
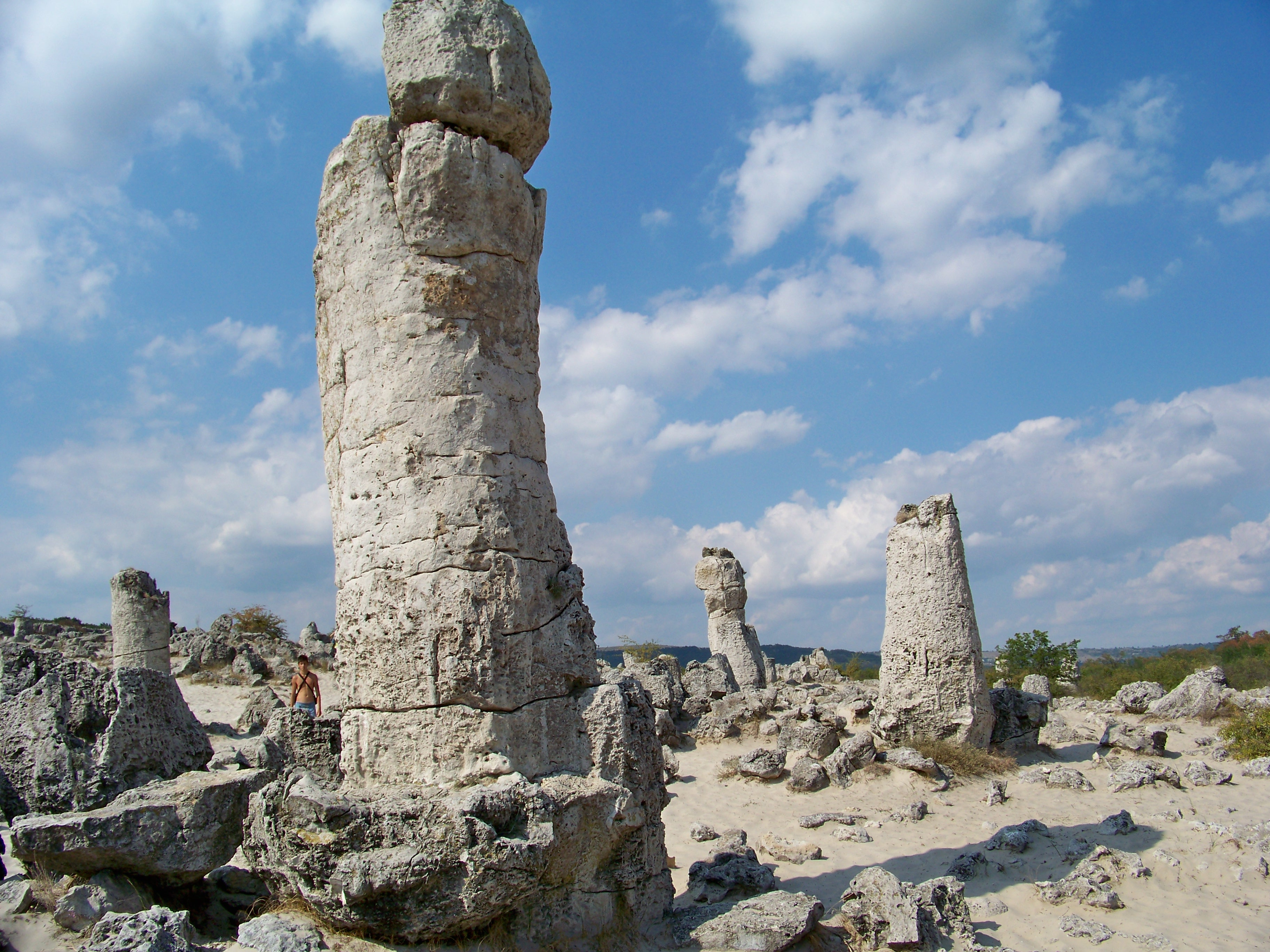
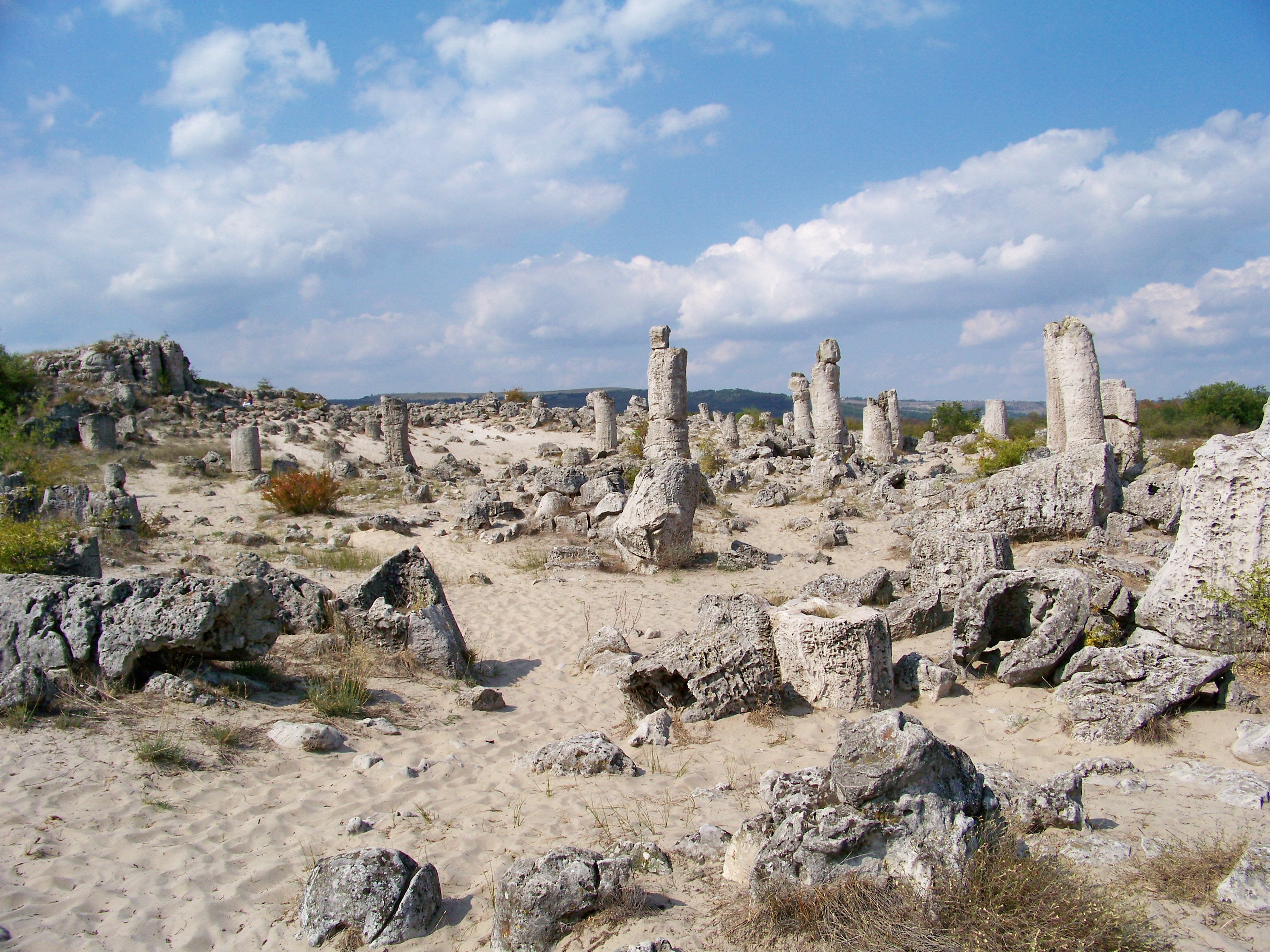
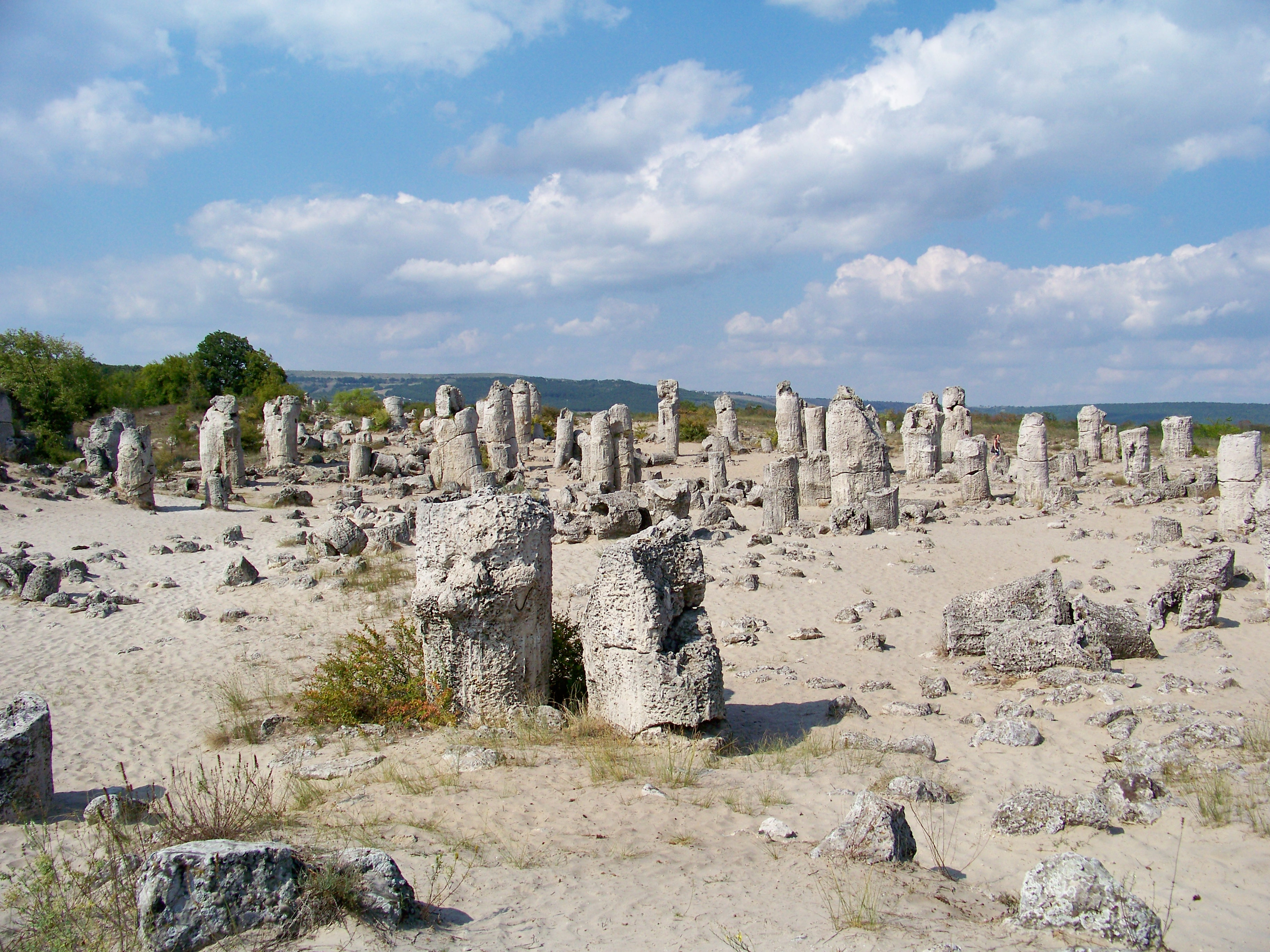